# Parque Nacional do Caparaó
Parque Nacional do Caparaó är en nationalpark i Brasilien. Den ligger i den sydöstra delen av landet, 800 km sydost om huvudstaden Brasília. Parque Nacional do Caparaó ligger 882 meter över havet.
Terrängen runt Parque Nacional do Caparaó är varierad. Runt Parque Nacional do Caparaó är det ganska glesbefolkat, med 38 invånare per kvadratkilometer. Närmaste större samhälle är Irupi, 17,4 km norr om Parque Nacional do Caparaó.
Omgivningarna runt Parque Nacional do Caparaó är huvudsakligen savann.